# Rendimentos de escala
Em economia, os retornos de escala e economias de escala estão relacionados, mas são conceitos diferentes, que descrevem o que acontece à medida que a escala de produção aumenta no longo prazo, quando todos os níveis de entrada, incluindo o uso de capital físico, são variáveis (escolhidos pela firma). O conceito de retorno à escala surge no contexto da função de produção de uma empresa. Explica o comportamento da taxa de aumento na produção (produção) em relação ao aumento associado nos insumos (os fatores de produção) no longo prazo. No longo prazo, todos os fatores de produção são variáveis e sujeitos a mudanças devido a um dado aumento no tamanho (escala). Enquanto as economias de escala mostram o efeito de um aumento no nível de produção nos custos unitários, os retornos para a escala se concentram apenas na relação entre as quantidades de insumos e produção. 
Existem três tipos possíveis de retornos de escala: retornos crescentes de escala, retornos constantes de escala e retornos decrescentes de escala. Se a produção aumenta pela mesma mudança proporcional que todos os insumos mudam, então há retornos constantes de escala. Se a produção aumentar em menos que a mudança proporcional em todos os insumos, haverá retornos decrescentes de escala. Se a produção aumentar em mais do que a mudança proporcional em todos os insumos, haverá retornos crescentes de escala. A função de produção de uma empresa poderia exibir diferentes tipos de retornos para escalar em diferentes faixas de produção. Normalmente, pode haver retornos crescentes em níveis de saída relativamente baixos, retornos decrescentes em níveis de saída relativamente altos e retornos constantes em um nível de saída entre esses intervalos.
Na microeconomia mainstream, os retornos de escala enfrentados por uma empresa são puramente tecnologicamente impostos e não são influenciados por decisões econômicas ou pelas condições de mercado (isto é, conclusões sobre retornos de escala derivam da estrutura matemática específica da função de produção de forma isolada). 

## Exemplo
Quando os usos de todas as entradas aumentam por um fator de 2, novos valores para saída serão: 
- Duas vezes a saída anterior, se houver retornos constantes de escala;
- Menos que o dobro da saída anterior, se houver retornos decrescentes em escala;
- Mais do que o dobro da saída anterior, se houver retornos crescentes de escala;

Assumindo que os custos dos fatores são constantes (isto é, que a empresa é um concorrente perfeito em todos os mercados de insumos) e a função de produção é homotética, uma empresa que experimenta retornos constantes terá custos médios constantes de longo prazo , uma empresa que experimenta retornos decrescentes têm custos médios crescentes de longo prazo, e uma empresa que está experimentando retornos crescentes terá custos médios de longo prazo decrescentes.     No entanto, esse relacionamento se rompe se a empresa não enfrentar mercados de fatores perfeitamente competitivos (ou seja, nesse contexto, o preço pago por um bem depende da quantidade comprada).  Por exemplo, se há retornos crescentes de escala em alguns níveis de produção, mas a empresa é tão grande em um ou mais mercados de insumos que aumentar as compras de insumos aumenta o custo unitário do insumo, então a empresa poderia ter deseconomias de escala nessa faixa de níveis de saída.  Por outro lado, se a empresa conseguir obter descontos em massa de uma entrada, ela poderá ter economias de escala em alguma faixa de níveis de produção, mesmo que tenha retornos decrescentes na produção nessa faixa de produção. 

## Definições Formais
Formalmente, uma função de produção {\displaystyle F(K,L)} é definida para ter:
- Retornos constantes de escala se (por qualquer uma constante maior do que 0) {\displaystyle F(aK,aL)=aF(K,L)}(A função F é homogênea de grau 1)
- Retornos crescentes de escala se (para qualquer constante é maior do que 1) {\displaystyle {\displaystyle \ F(aK,aL)>aF(K,L)}}
- Retornos decrescentes de escala se (por qualquer uma constante maior do que 1) {\displaystyle \ F(aK,aL)<aF(K,L)}

onde K e L são fatores de produção - capital e trabalho, respectivamente. 
Em uma configuração mais geral, para um processo de produção com várias entradas e várias saídas, pode-se supor que a tecnologia pode ser representada por meio de algum conjunto de tecnologias, chamá-lo {\displaystyle T}, que deve satisfazer algumas condições de regularidade da teoria da produção.       Neste caso, a propriedade de retornos constantes de escala é equivalente a dizer que o conjunto de tecnologia {\displaystyle T} é um cone, ou seja, satisfaz a propriedade {\displaystyle \ aT=T,\forall a>0}.  Por sua vez, se houver uma função de produção que irá descrever o conjunto de tecnologia {\displaystyle T} terá que ser homogênea de grau 1.

## Exemplo formal
A forma funcional Cobb-Douglas tem retornos constantes de escala quando a soma dos expoentes é 1.  Nesse caso, a função é: 
{\displaystyle \ F(K,L)=AK^{b}L^{1-b}}
Onde {\displaystyle A>0} e {\displaystyle 0<b<1}.  portanto
{\displaystyle \ F(aK,aL)=A(aK)^{b}(aL)^{1-b}=Aa^{b}a^{1-b}K^{b}L^{1-b}=aAK^{b}L^{1-b}=aF(K,L).}
Aqui como o insumo usa toda a escala pelo fator multiplicativo a , a produção também escala por um e assim há retornos constantes de escala. 
Mas se a função de produção de Cobb-Douglas tiver sua forma geral 
{\displaystyle \ F(K,L)=AK^{b}L^{c}}
com {\displaystyle 0<b<1} e {\displaystyle 0<c<1}, então há retornos crescentes se b + c > 1, mas retornos decrescentes se b + c <1, uma vez que
{\displaystyle \ F(aK,aL)=A(aK)^{b}(aL)^{c}=Aa^{b}a^{c}K^{b}L^{c}=a^{b+c}AK^{b}L^{c}=a^{b+c}F(K,L)}
que para um > 1 é maior ou menor que {\displaystyle aF(K,L)} como b + c é maior ou menor que um.

## Leitura complementar
- Susanto Basu (2008).  "Retorna à medição de escala", The New Palgrave Dictionary of Economics , 2a Edição.  Abstrato.
- James M. Buchanan e Yong J. Yoon, ed. (1994) O retorno aos retornos crescentes .  U.Mich.  Pressione.  Links de visualização do capítulo .
- John Eatwell (1987).  "Retorna à escala", The New Palgrave: Um Dicionário de Economia , v. 4, pp.   165-66.
- Färe, R., S. Grosskopf e CAK Lovell (1986), “Economias de escala e dualidade” Zeitschrift für Nationalökonomie 46: 2, pp.   175–182.
- Hanoch, G. (1975) "A elasticidade da escala e a forma dos custos médios", American Economic Review 65, pp.   492-497.
- Panzar, JC e RD Willig (1977) “Economias de escala na produção multi-saída, Quarterly Journal of Economics 91, 481-493.
- Joaquim Silvestre (1987).  "Economias e deseconomias de escala", The New Palgrave: Um Dicionário de Economia , v. 2, pp.   80-84.
- Spirros Vassilakis (1987).  "Aumentando os retornos de escala", The New Palgrave: Um Dicionário de Economia , v. 2, pp.   761-64.
- Zelenyuk, V. (2013) “Uma medida de elasticidade de escala para função de distância direcional e seu dual: Teoria e estimativa de DEA.” Revista Européia de Pesquisa Operacional 228: 3, pp 592–600
- Zelenyuk V. (2014) “Eficiência de escala e homotheticity: equivalência de medidas primárias e duais” Journal of Productivity Analysis 42: 1, pp 15-24.